# Ludwig Brieger

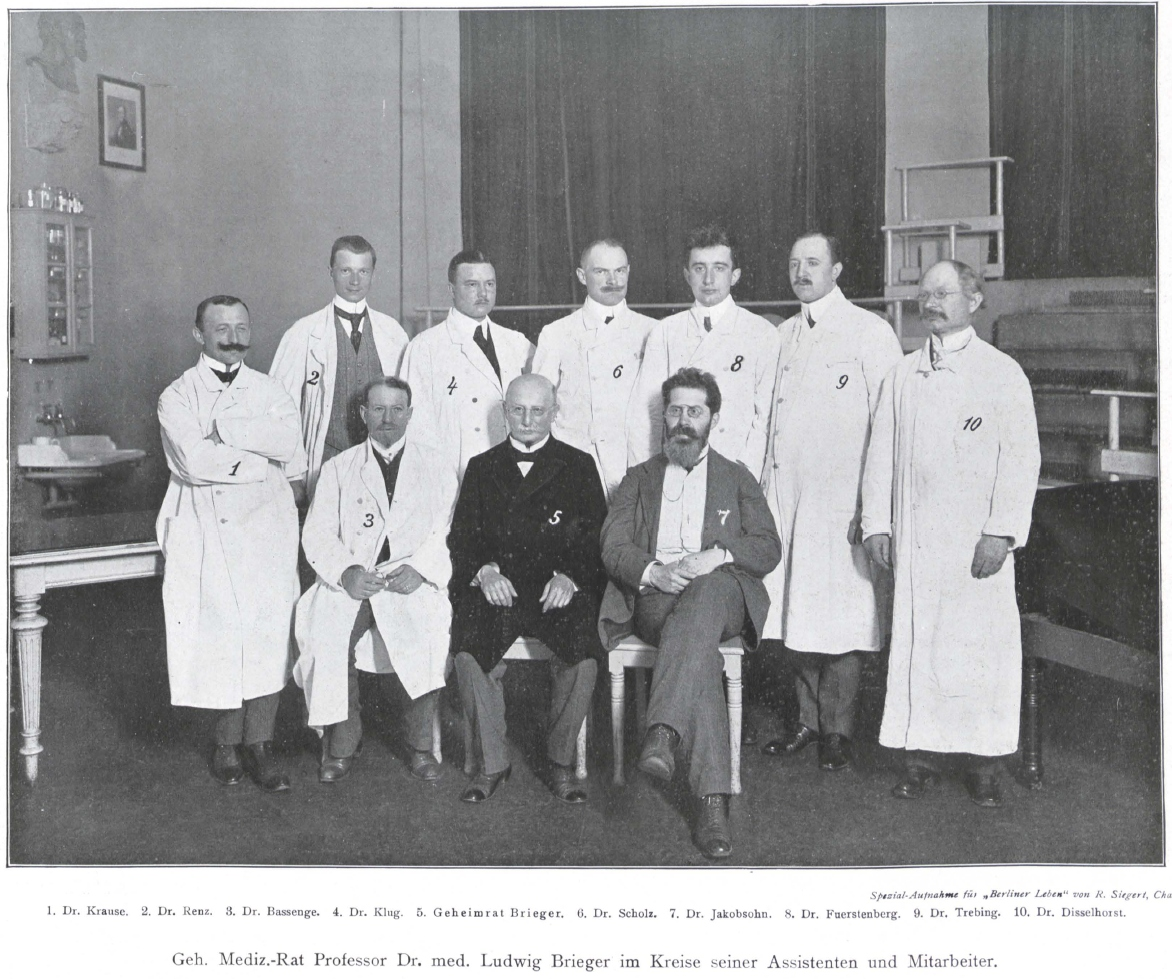
Ludwig Brieger (nummer 5)

Ludwig Brieger, född 26 juli 1849 i Glatz, Schlesien, död 18 oktober 1919 i Berlin, var en tysk läkare och professor i medicin vid Humboldt-Universität zu Berlin. Han var bror till teologen Theodor Brieger.
Brieger blev 1875 medicine doktor, 1881 docent, 1890 e.o. professor i Berlin, 1891 föreståndare för kliniken vid institutet för infektionssjukdomar i Berlin och 1899 lärare i bland annat allmän terapi och hydriatri vid universitetet där. Han utövade en omfångsrik författarverksamhet och vann stort anseende särskilt genom sina kemiska undersökningar över de vid proteiners förruttnelse uppkommande giftiga produkterna, ptomainerna, Über Ptomaine (tre häften, 1885-86). Han införde begreppet toxiner.